# Sint-Nicolaaskerk (Esino Lario)
De Sint-Nicolaaskerk (Italiaans: Chiesa di San Nicolao of Oratorio di San Nicolao e Sacrario dei caduti) is een kerkgebouw in Esino Lario in de Italiaanse provincie Lecco (regio Lombardije). De kerk bevindt zich in de parochie van San Vittore Martire en ligt aan de westzijde van het dorp een bergrug. Deze bergrug verbindt het dorp met de Sint-Victorkerk die westelijk van het dorp op een rotspunt is gebouwd. De kerk ligt op de splitsing van de rugweg (Via Parrocchiale Don Giovanni Battista Rocca) en de Via San Nicolao.
Vanuit de kerk loopt er een weg richting de Sint-Victorkerk waarlangs kruiswegstaties geplaatst zijn.
Het gebouw is gewijd aan Nicolaas van Flüe.

## Geschiedenis
In 1979 werd de kerk omgevormd tot een militaire gedenkplaats.

## Opbouw
Het gebouw is een zaalkerk met een halfronde apsis. Aan de zuidzijde van het gebouw is er een kleine klokkentoren vastgebouwd.

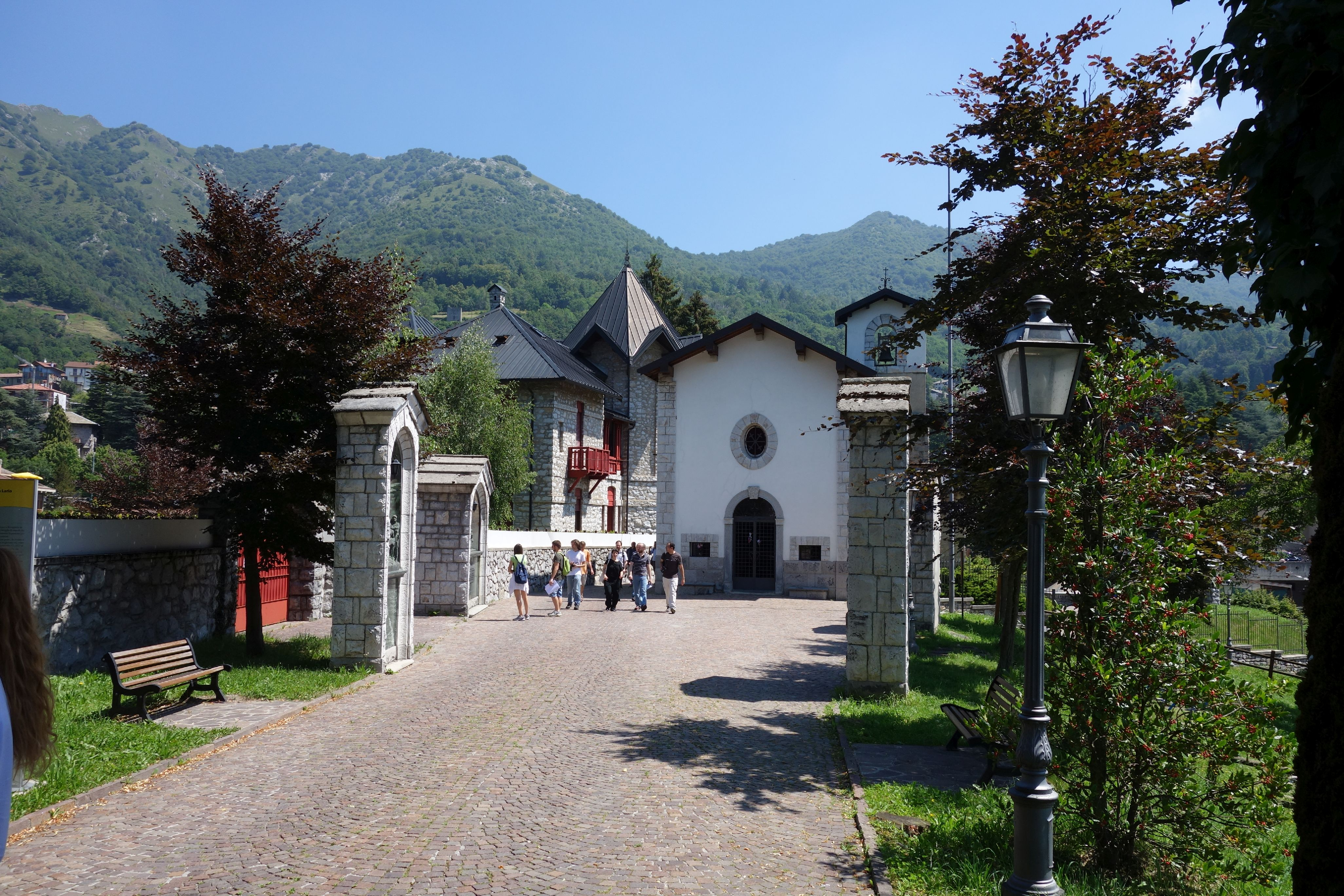
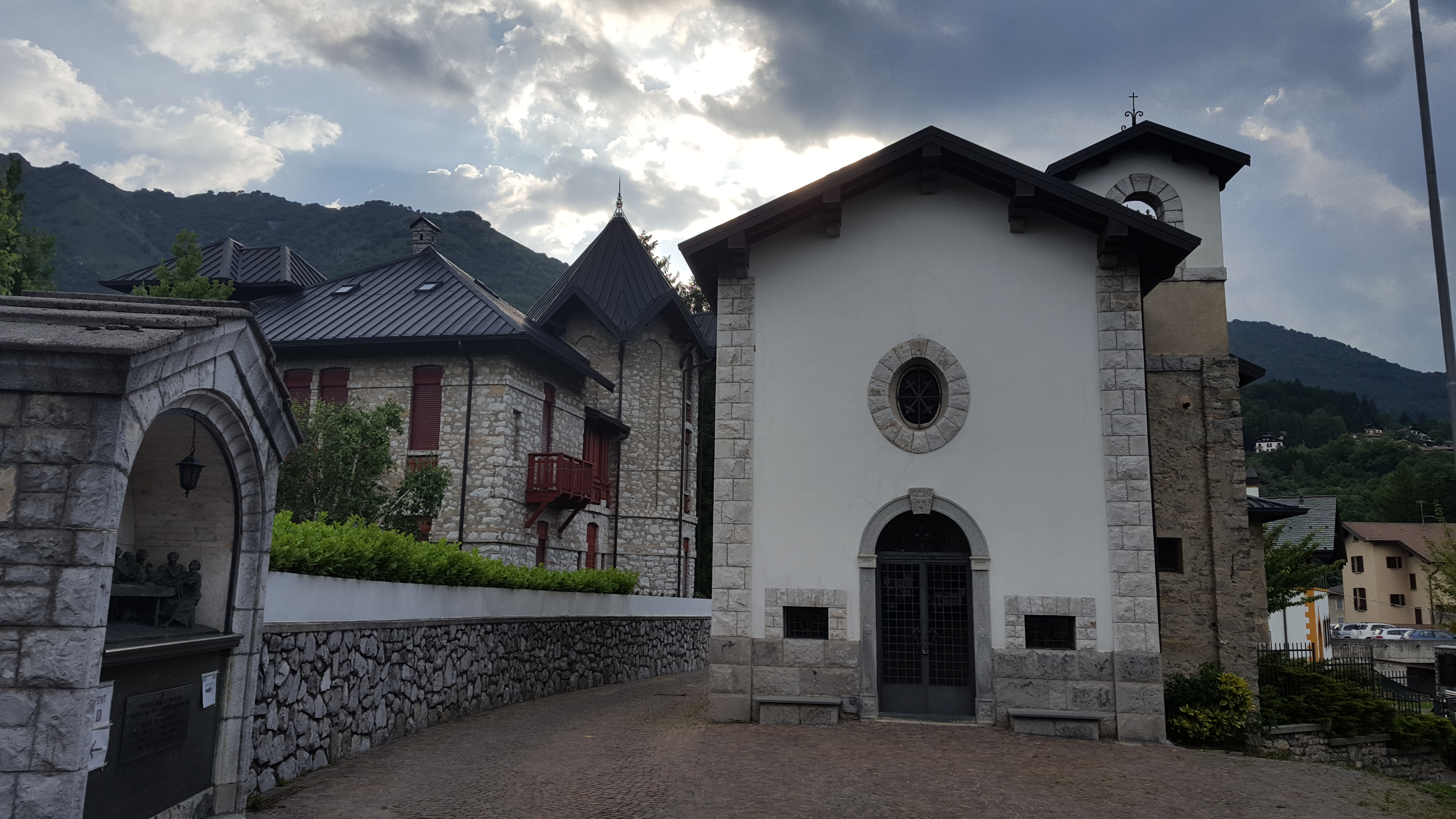
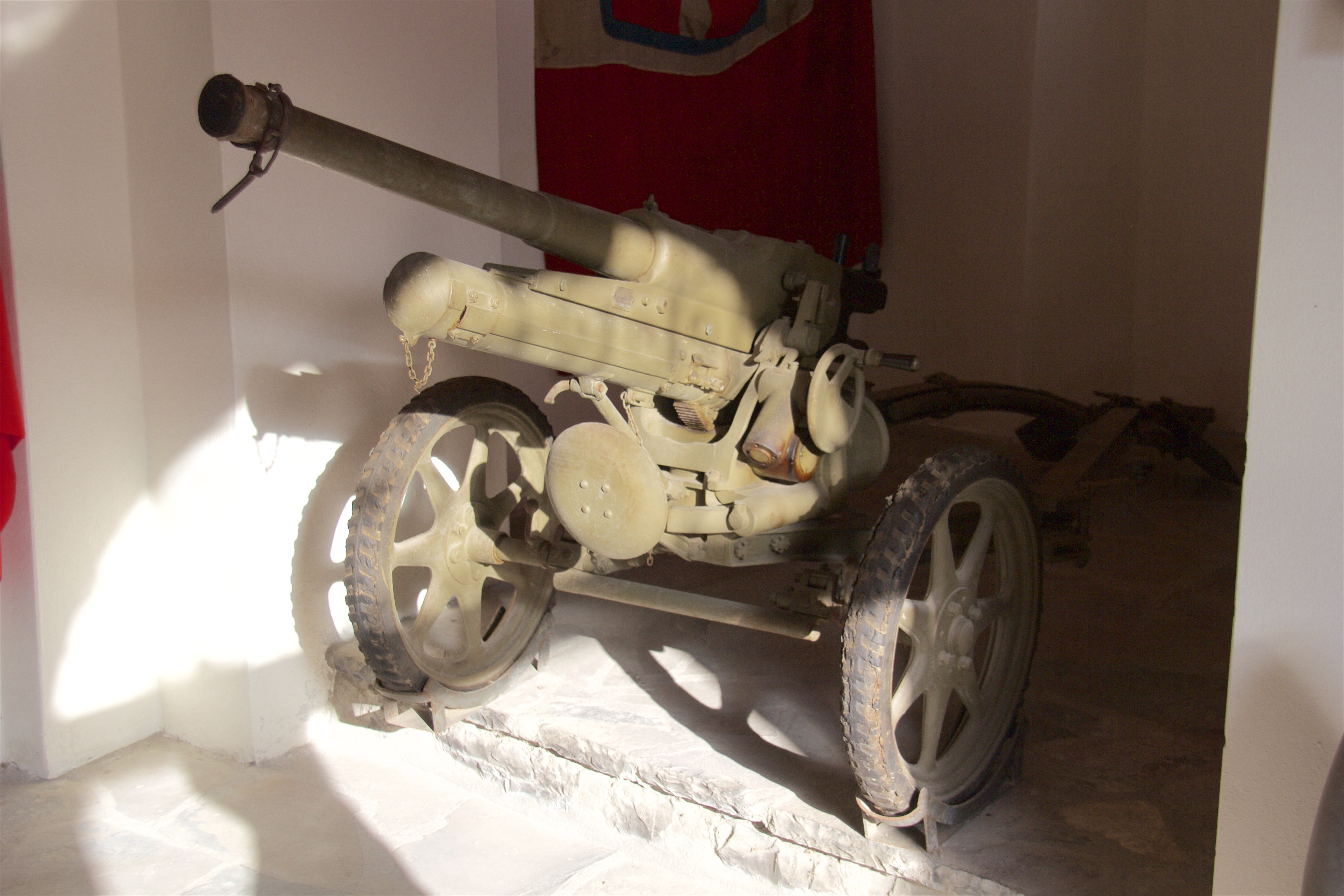
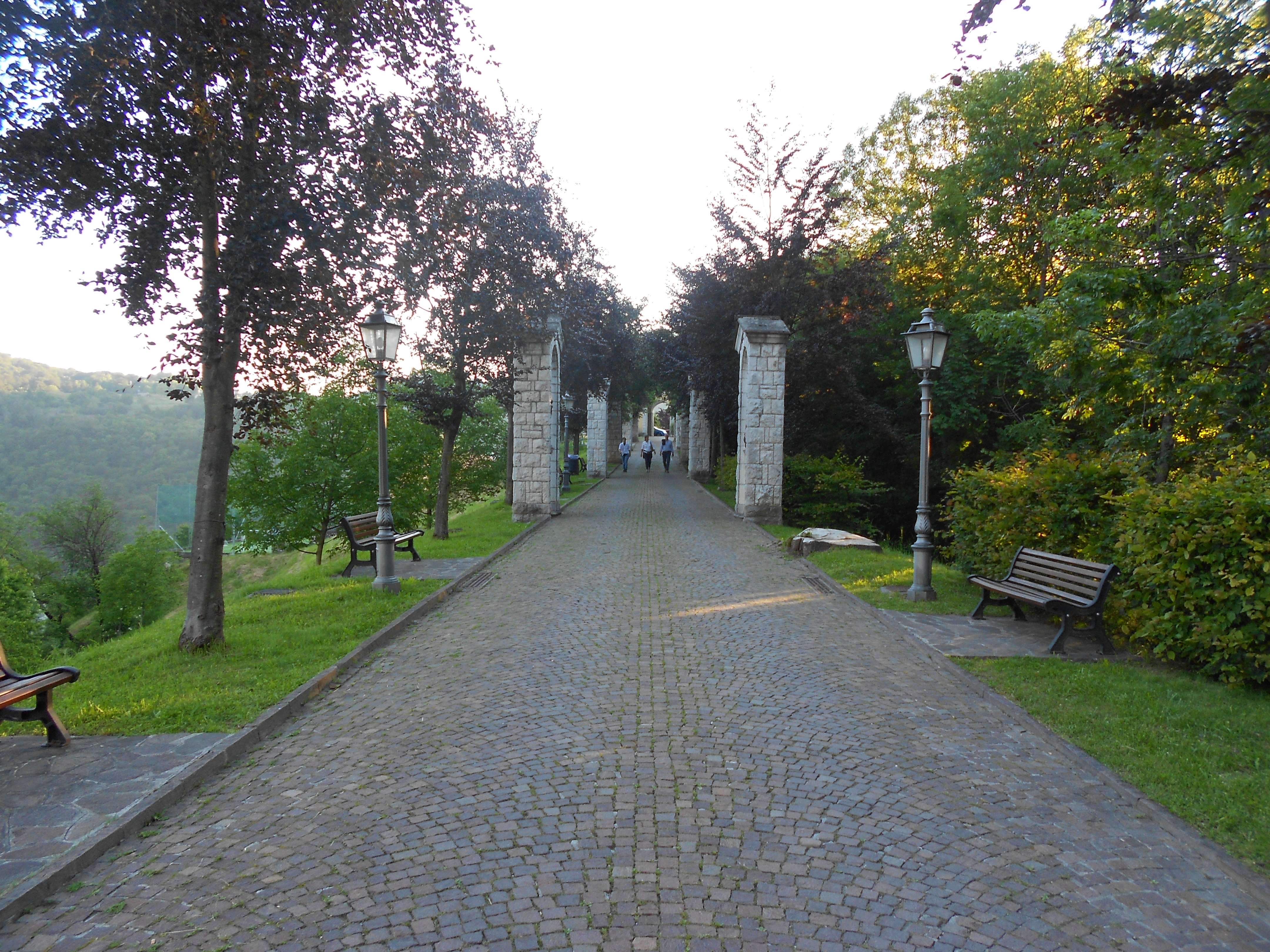
Zicht vanuit de kerk op de kruiswegstatieën